# 5944 Utesov
5944 Utesov eller 1984 JA2 är en asteroid i huvudbältet som upptäcktes den 2 maj 1984 av den rysk-sovjetiska astronomen Ljudmila Karatjkina vid Krims astrofysiska observatorium på Krim. Den är uppkallad efter den ukrainsk-sovjetiske (Odessa) artisten, musikern  och underhållaren Leonid Utjosov.
Asteroiden har en diameter på ungefär 13 kilometer och tillhör asteroidgruppen Eos.